# Cornelis Holsteyn

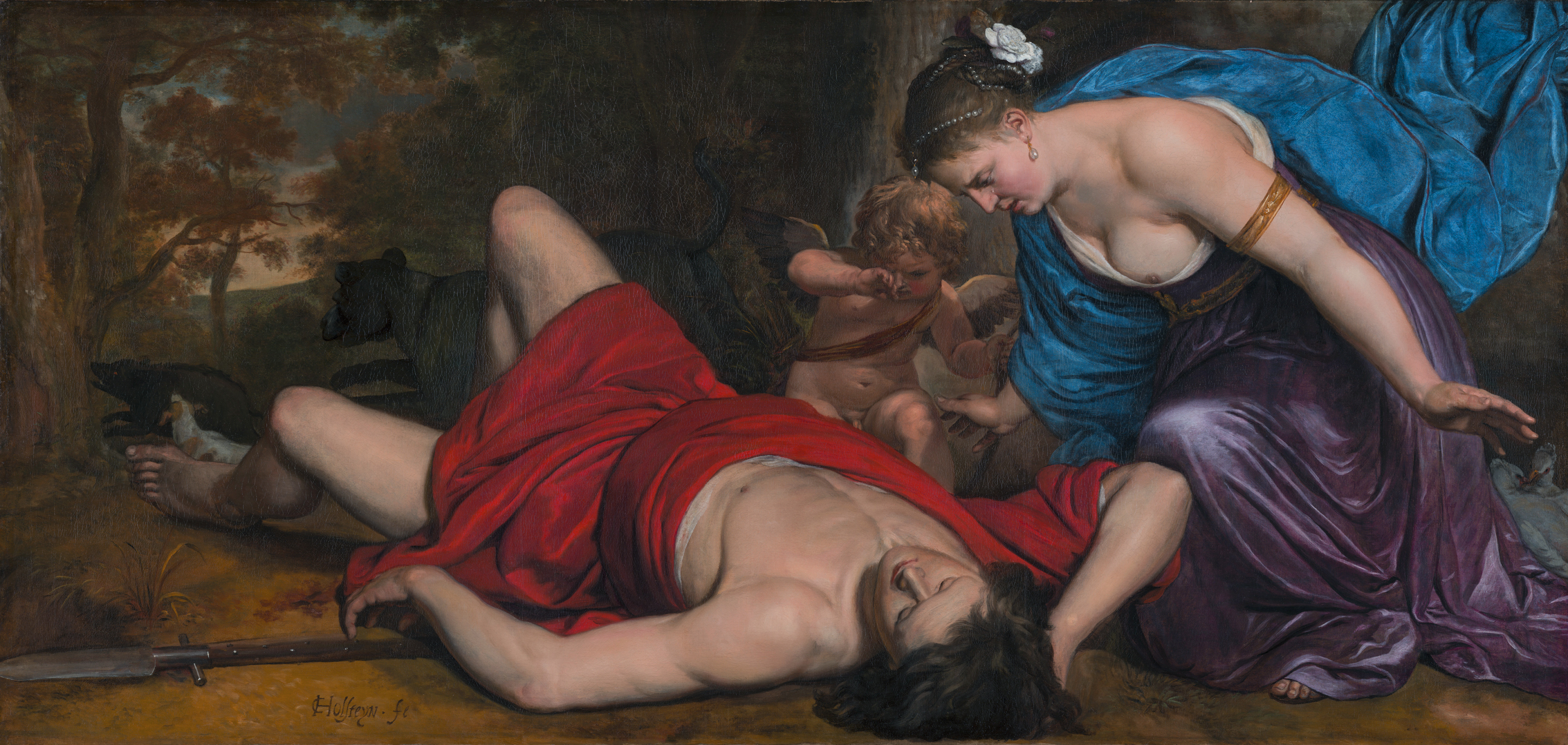
Venus en Cupido, de dood van Adonis bewenend, ca. 1655, olieverf op doek, Frans Hals Museum, Haarlem

Cornelis Holsteyn (Haarlem, 1618 - Amsterdam, begraven 2 december 1658) was een Nederlands schilder, tekenaar en een decoratieschilder van onder meer plafonds en schoorsteenstukken.
Holsteyn was de zoon van de schilder, glazenier, tapijtontwerper en graveur Pieter Holsteyn I, afkomstig uit Holstein en diens eerste vrouw Maritge Cornelisdr. Zijn oudere broer Pieter Holsteyn II was eveneens schilder, tekenaar en graveur.
In 1637 schilderde hij een familie die, aldus de RKD, ten onrechte werd aangezien als de familie van Reinier Pauw. In 1647 woonde hij in Amsterdam, waar hij in 1652 het poorterrecht verkreeg. In 1654 begon hij aan de decoratie van een plafond in het stadhuis op de Dam, alsmede een schoorsteenstuk. In 1654 woonde op de Oudeschans, zo vermeldde hij bij zijn ondertrouw met Machteld Holblock. Hij werd begraven in de Nieuwe Kerk, vanuit een huis op de Rozengracht.
- Biblioteca Nacional de España: XX1597167
- Bibliothèque nationale de France: cb14965904k (data)
- Biografisch Portaal: 34067344
- Digitale Bibliotheek voor de Nederlandse Letteren: hols026
- Gemeinsame Normdatei: 1037339177
- International Standard Name Identifier: 0000 0000 7100 8692
- KulturNav: 632ead19-1c73-44b9-946f-48da56dcd9b6
- Library of Congress Control Number: nr93047461
- Nederlandse Thesaurus van Auteursnamen: 10140672X
- RKD-Nederlands Instituut voor Kunstgeschiedenis: 39281
- Système universitaire de documentation: 252714938
- Union List of Artist Names: 500000642
- Virtual International Authority File: 5201705